# Korpimäki
Korpimäki, eller Korpmäck, är både ett skogklätt berg och ett naturreservat på 599 hektar i Dalarna, och Orsa kommun.
Naturreservatet stiftades 1999 för att skydda gammal granskog med känslig flora och fauna.
Toppen av Korpimäki är Orsa kommuns högsta punkt på 732 meter över havet. Namnet på berget kommer från de på 1600-talet invandrade skogsfinnarna. 